# Cosmic Smash
Cosmic Smash (コズミックスマッシュ?) è un videogioco arcade sviluppato da Sega Rosso per NAOMI e distribuito nel 2001 da SEGA. Il gioco è stato successivamente convertito per Dreamcast.

## Modalità di gioco
Cosmic Smash è un videogioco sportivo che presenta una grafica di gioco in stile vettorale, come Rez. Il gameplay è un ibrido tra una versione futurista dello squash e un clone di Breakout.

## Sequel
Nel 2023 RapidEyeMovers ha ottenuto i diritti per pubblicare C-Smash VRS, un videogioco per PlayStation VR2 sviluppato da Wolf & Wood. Ha ricevuto anche una nomination ai Golden Joystick Awards 2023 per la categoria Returning in 2023 Best VR Game.